# Mitrachintsi
Mitrachintsi (en macédonien Митрашинци) est un village de l'est de la Macédoine du Nord, situé dans la municipalité de Berovo. Le village comptait 729 habitants en 2002.

## Démographie
Lors du recensement de 2002, le village comptait :
- Macédoniens : 728
- Serbes : 1